# 소니 뮤직 레코드
소니 뮤직 레코드(일본어: ソニー・ミュージックレコーズ 소니 뮤짓쿠 레코즈[*], 영어: Sony Music Records Inc.)는 일본의 소니 뮤직 엔터테인먼트(SMEJ) 산하의 레코드 레이블이다. 2001년 10월 소니 뮤직 엔터테인먼트 제작 부문에서 분리되어 소니 뮤직 재팬 인터내셔널, 큔 뮤직, 에픽 레코드 재팬, 소니 뮤직 어소시에이티드 레코드와 함께 설립되었다.

## 레이블

### 현존 레이블
- Sony Records (소니 레코드, 구 CBS소니. 메인 레이블)
- gr8!records (지알에이트! 레코드, 록계 레이블. 2003년 4월 신설)
- MASTERSIX FOUNDATION (마스터 식스 파운텐션, 2003년 신설)
- SMR Around the World recordings (에스엠알 어라운드 더 월드 레코딩)
- N46Div. (노기자카46 전용 레이블)

## 소속 아티스트
Sony Records
- 와타나베 마유(2012~2020)
- JY(2016~현재)
- 케야키자카46(2016~현재)
- 요시모토자카46(2018~현재)
- 히나타자카46(2019~현재)

N46Div.
- 노기자카46(2012~현재)